# Musée Peabody d'histoire naturelle
Pour les articles homonymes, voir Musée d'histoire naturelle.
Le musée Peabody d'histoire naturelle (en anglais, Peabody Museum of Natural History), situé dans l’université Yale, a été fondé par le philanthrope George Peabody (1795-1869) en 1866, au bénéfice de son neveu Othniel Charles Marsh (1831-1899), paléontologue. Le Musée est célèbre pour sa grande salle des dinosaures, où on peut voir le squelette d’un Brachiosaurus et une fresque de plus de 30 mètres de long, intitulée The Age of Reptiles (L’Âge des reptiles), peinte par Rudolph F. Zallinger. Les thèmes des expositions permanentes sont l’évolution des êtres humains et des mammifères, sept dioramas sur la vie sauvage, des objets de l’ancienne Égypte, les oiseaux (722 spécimens), les minéraux du Connecticut ainsi que les Amérindiens.

## Localisation
Le Musée est situé au 170 Whitney Avenue à New Haven dans l'État du Connecticut et emploie près d’une centaine de personnes. Les bâtiments actuels ont été inaugurés en 1925, après la démolition des bâtiments d'origine en 1917. Depuis, le Musée occupe trois immeubles supplémentaires pour y abriter, outre le Musée, les laboratoires Bingham et Kline Laboratories. Une station biologique est installée à Long Island Sound.

## Personnel
Le directeur actuel du musée Peabody est Michael J. Donoghue, également conservateur de botanique et professeur au département d’écologie et de biologie évolutionnaire.
Dix conservateurs s’occupent respectivement d’anthropologie, de botanique, l’entomologie, des invertébrés actuels, des invertébrés fossiles, des vertébrés (incluant l’herpétologie, l’ichtyologie, la mammalogie et l’ornithologie), la paléobotanique, de la paléontologie des vertébrés, de minéralogie, des météorites et des instruments scientifiques.

## Histoire
Othniel Charles Marsh était professeur de paléontologie à l’université Yale. Sa scolarité avait été financée par son oncle fortuné, George Peabody qui, à la fin de sa vie, distribuait sa richesse à diverses institutions à vocation pédagogique. À la demande de son neveu, il fonde le musée d’histoire naturelle de Yale, en 1866, en offrant la somme de 150 000 dollars.
À l’époque, les collections de Yale sont principalement constituées de minéraux assemblés par le géologue Benjamin Silliman (1779-1864). Marsh est l’un des trois premiers conservateurs du Musée, il utilise son héritage (son oncle meurt en 1869) pour financer des expéditions scientifiques qui enrichissent grandement les collections.
Marsh s’intéresse d’abord aux dinosaures et, durant la période connue sous le nom de guerre des os, pendant laquelle des paléontologues américains se sont livrés à une compétition féroce à celui qui découvrirait les plus grands restes, il découvre 56 nouvelles espèces de dinosaures, ce qui représente des tonnes de fossiles à acheminer du sud-ouest des États-Unis. Outre les dinosaures, il s’intéresse aussi aux fossiles de vertébrés et d’invertébrés et aux vestiges préhistoriques ou archéologiques.
Le Musée ouvre officiellement ses portes en 1876. En 1917, il est démoli et déménage dans le Harkness Quadrangle. À la suite de la Première Guerre mondiale, la plupart de ses collections sont mises dans des réserves jusqu’en décembre 1925, date d’ouverture des nouveaux locaux dont deux grands halls sont spécialement destinés à recevoir les dinosaures de Marsh.

### Quelques dates mémorables
- 1931, l’installation du grand Brachiosaurus est terminée ; elle aura duré six ans.
- 1947, Rudolph F. Zallinger termine sa fresque après trois ans et demi de travail.
- 1959, le laboratoire Bingham est inauguré.
- 1963, le laboratoire Kline est à son tour inauguré.
- 1972, le hall sur les oiseaux du Connecticut est ouvert.
- 1997, un programme est lancé pour créer une section consacrée à l’environnement.